# Zethus
Amphion (Oudgrieks: Ἀμφίων) en Zethus (Oudgrieks: Ζῆθος, Zethos) waren in de Griekse mythologie de tweelingzonen van Antiope, die door Zeus waren verwekt.
Volgens bepaalde antieke bronnen vluchtte Antiope, de dochter van Nycteus, nadat zij door Zeus was verleid en zwanger werd, naar koning Epopeus van Sicyon, die erin toestemde haar tegen de woede van haar vader in bescherming te nemen en zelfs met haar te trouwen. Nycteus sneuvelde tijdens een militaire expeditie, bedoeld om zijn dochter terug te halen, maar zijn broer Lycus, Antiope’s oom, wist even later de Sicyoniërs bloedig te verslaan, en Epopeus te doden, waarna hij Antiope als weduwe terug naar Thebe bracht. Toen deze onderweg naar huis beviel van de tweeling Amphion en Zethus, liet Lycus de baby’s meteen te vondeling leggen op de berg Cithaeron.

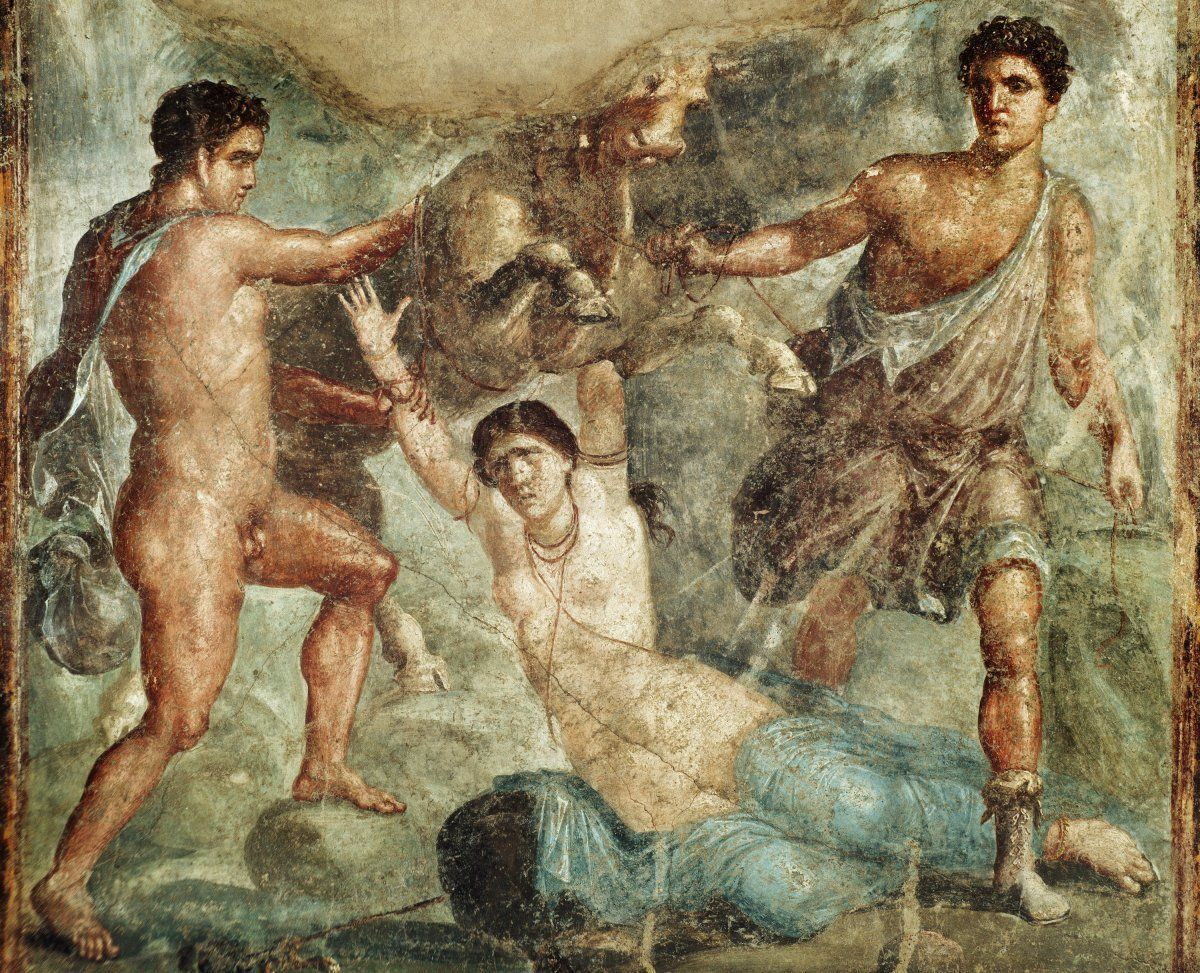
Amphion en Zethus binden DIrke vast aan de stier (Romeinse muurschildering uit de Casa dei Vettii te Pompeii)

Gedurende vele jaren werd Antiope toen wreed behandeld door haar tante Dirce, Lycus’ vrouw. Maar op zekere keer wist zij te ontsnappen en kwam bij toeval terecht bij de veehoeder, die zich lang geleden over de hulpeloze tweeling had ontfermd en ze als zijn eigen zonen had opgevoed. De man herkende haar nog, en vertelde de jongens dat deze vrouw hun echte moeder was. Onmiddellijk besloten Amphion en Zethus zich te wreken op de feeks die hun moeder zo slecht had behandeld. Zij wisten Dirce te overmeesteren en bonden haar bij de haren aan de horens van een wilde stier, die korte metten met haar maakte. Op de plek waar Dirce stierf ontstond een bron die later door de Boeotiërs "de Stroom van Dirce" werd genoemd.
Amphion en Zethus begaven zich naar Thebe, waar zij ook Lycus doodden en zélf naar de macht grepen. De tweelingen besloten om voortaan samen te regeren. Zij bouwden samen de benedenstad van Thebe, want Cadmus had enkel de bovenstad gebouwd. Zethus trouwde met Thebe, naar wie de stad (die eerder "Kadmeia" heette) sindsdien genoemd werd. Amphion trouwde met Niobe en kreeg bij haar vele kinderen, die echter bijna allemaal werden doodgeschoten door Apollo en Artemis, omdat Niobe hun moeder Leto beledigd had.
De verstandhouding tussen beide broers was niet altijd vlekkeloos. Amphion, die erg muzikaal aangelegd was en van de god Hermes een bijzondere lier had gekregen waarop hij veel speelde, werd herhaaldelijk door Zethus terechtgewezen. Deze verweet hem dat de muziek hem ervan afleidde "nuttig werk" te verrichten. Maar toen zij samen bouwden aan de stad, zag men duidelijk hoe de stenen van Amphion zich op de tonen van zijn lier vanzelf bewogen en op hun plaats gingen liggen, terwijl Zethus, die enkel op de kracht van zijn handen kon rekenen, achterop raakte. Toch werden Amphion en Zethus na hun dood broederlijk onder één grafheuvel in Thebe begraven. Amphion werd, volgens sommigen, op dezelfde wijze als zijn kinderen neergeschoten door Apollo, omdat hij het had gewaagd zijn woede om de dood van zijn kinderen te koelen op de priesters van Delphi.
Toen uiteindelijk ook Zethus overleed, kon Laios ongehinderd terugkeren naar Thebe om er zijn rechtmatige troon te bestijgen.